# Врублевский, Томаш
Томаш Врублевский (пол. Tomasz Wróblewski, родился 2 июня, 1980 в Варшаве) — польский композитор, певец, музыкант и продюсер. Окончил Варшавский университет. В 1997 году он основал блэк-метал-группу Vesania, в которой он поёт, пишет песни и играет на электрогитаре. В 2002—2006 годах он был басистом группы Neolithic. С 2003 года он является басистом в дэт-блэк-метал-группе Behemoth. В 2008 вместе с музыкантами Neolithic создал группу Black River, в которой он тоже играл на бас-гитаре. Группа распалась в 2010 году.
Врублевский, вместе с группами Behemoth и Black River неоднократно номинирован на различные награды, в том числе альбомы Behemoth — The Apostasy (2008) и Black River — Black River (2009). В 2009 году он стал эндорсером гитар ESP.
На протяжении многих лет он жил в Варшаве. Интересуется искусством кино.

## Дискография
Behemoth
- Demigod (2004)
- Slaves Shall Serve (2005)
- Demonica (2006)
- The Apostasy (2007)
- At the Arena ov Aion – Live Apostasy (2008)
- Ezkaton (2008)
- Evangelion (2009)
- The Satanist (2014)

Black River
- Black River (2008)
- Black’n Roll (2009)

Neolithic 
- My Beautiful Enemy (2003)
- Team 666 (2004)

Vesania
- Wrath ov the Gods / Moonastray (2002)
- Firefrost Arcanum (2003)
- God the Lux (2005)
- Distractive Killusions (2007)
- Rage of Reason (2008)